# Potsdam, New York
Potsdam (Mohawk) este un oraș din comitatul St. Lawrence, New York, Statele Unite ale Americii. Populația orașului era de 14.901 de locuitori la recensământul din 2020. Codul poștal este 13676. Când SUNY Potsdam și Universitatea Clarkson sunt în sesiune, populația crește cu aproximativ 8.000 de studenți. Orașul este numit după orașul Potsdam din Germania. Orașul Potsdam conține și un sat numit Potsdam. Potsdam este situat în regiunea centrală a comitatului și la nord-est de Canton, reședința comitatului.